# Кольцовка (Кемеровская область)
Кольцовка — упразднённая деревня в Ижморском районе Кемеровской области. На момент упразднения входила в состав Красноярского сельсовета. Исключена из учётных данных в 1967 году.

## География
Располагалась на левом берегу реки Кольцовка (приток Алчедата) в месте впадения в неё реки Злобинка, на расстоянии примерно 2 км по прямой к югу от деревни Красная Тайга.

## История
Основана в 1900 г. По данным на 1926 год посёлок Кольцовка состоял из 92 хозяйств. В административном отношении являлся центром Кольцовского сельсовета Троицкого района Томского округа Сибирского края.
В 1930-е годы в деревне действовали сельхозартели «Коммунар» и «Пунане липп» («Красное знамя») и промысловая артель «Пихтач». В 1937—1938 годах жители эстонского Кольцовского сельсовета (куда входили также деревни Будовка и Кольцовка-2) были подвергнуты массовым репрессиям по обвинению в «создании контрреволюционный эстонской шпионско-диверсионной повстанческой группы» или так называемое дело «делу Лауги». Из 350 человек, проживавших в сельсовете в конце 1937 г., было арестовано 41, из которых 39 человек были расстреляны, 11,7 % всего населения. Доля потерь среди мужского взрослого населения, которое являлось главным кормильцем, достигала почти половины. К концу 1938 г. в Кольцовском сельсовете осталось всего 101 домохозяйство. Определением военного трибунала Сибирского военного округа от 9 июня 1959 г. все репрессированные были реабилитированы.
Летом 1966 г. по инициативе Вольдемара Карловича Кивита на старом кольцовском кладбище был тайно установлен памятник жертвам репрессий. Постановлением Коллегии Администрации Кемеровской области от 20.12.2007 № 358 Памятный знак жителям села Кольцовка, репрессированным в 1937—1938 годах, признан памятником истории муниципального значения.
Решением ОИК № 778 от 27 декабря 1967 года деревня исключена из учётных данных.

## Население
По переписи 1926 г. в посёлке проживало 367 человек (179 мужчин и 188 женщин), основное население — эстонцы.